# Protozoer
Protozoer (Protozoa) är ett samlingsnamn för diverse olika encelliga eukaryota organismer, som uppvisar egenskaper som normalt förknippas med djur – exempelvis rörlighet och avsaknad av fotosyntes. Ett äldre namn på protozoer är urdjur eftersom man tidigare ansåg att dessa var de första djuren som uppstod på jorden. Modern forskning har dock visat att protozoerna är en parafyletisk grupp av organismer som inte har så mycket med varandra att göra. Detta innebär bland annat att de äkta djuren är närmare släkt med svampar än vad de är släkt med vissa protozoer. I modern systematik återfinns protozoerna spridda över de eukaryotiska supergrupperna.
Protozoer är mycket vanliga både i akvatiska och terrestra miljöer. Traditionellt delas protozoerna upp i grupper baserade på morfologi – hur de ser ut: ciliater, flagellater och amöbor. Protozoer kännetecknas av att de är heterotrofer, de får sin näring från organiskt material, till skillnad från alger som har fotosyntes. Många protozoer lever av andra mikroorganismer, t.ex. bakterier eller svampar. Det finns också protozoer som lever på dött organiskt material och andra lever som parasiter på andra organismer.
Både fylogenetiskt och ekologiskt är det svårt att avgränsa protozoerna från andra protister. Till exempel har vissa arter både kloroplaster och fagotrofi vilket gör det svårt att göra en klar skillnad mellan protozoer och alger. Därför har det vidare begreppet protister allt mer kommit att ersätta protozoer. Istället för protozoer används ofta ”heterotrofa protister”.  

## Egenskaper
Protozoers cellkropp begränsas utåt av ett membran, som omsluter cytoplasman och de organeller, som motsvarar de högre djurens organ. Hos vissa grupper finns ett yttre skelett, bildat genom utfällning av bl. a. kalcium eller kisel. Ibland möter även inre skelettbildningar, t. ex. hos radiolarer. Amöborna har tillfälliga utskott hos cellen, så kallade pseudopodier, med vilkas hjälp de tar upp föda och förflyttar sig. Andra protozoer har permanenta utskott, så kallade gisseltrådar (flageller), vanligen en eller två, ibland flera, eller cilier, som är kortare än flagellerna och ofta ordnade i regelbundna rader. Många protozoer bildar motståndskraftiga cystor när miljöförhållanden är ogynnsamma som vid torka eller brist på föda.
Protozoer fortplantar sig antingen på könlös väg, vanligen genom att kärna och cytoplasma delar sig i två dotterceller, eller könligt genom en sammansmältning av kärnor från två olika moderdjur, i regel följd av delning. Protozoer är vanligen solitära, men kolonibildande former förekommer.

## Historia
Ordet "protozoa" myntades år 1818 av zoologen Georg August Goldfuss, som den grekiska motsvarigheten till tyska Urtiere, vilket betyder "primitivt, eller uråldrigt djur".